# لمفوما لاهودجكينية
لِمْفُومةٌ لَاهودجكينيَّة هي مجموعةٌ من سرطانات الدم التي تتضمن أي نوع من الورم اللمفوما عدا لمفومة هودجكين. أنواع اللمفومة اللاهودجيكينية تكون مختلفة في الأهمية ومن ناحية الضراوة. الورم اللمفي يكون من السرطان المنشق من الخلايا المفاوية (نوع من خلايا الدم البيضاء).الورم اللمفي يتم علاجة عبر العلاج الكيميائي، واجسام مضادة وعلاج مناعي وأشعة ونقل خلايا دم جذعية.

## التاريخ
آخر تقسيم للاورام اللمفاوية كان تقسيم 2008 وهو ورم ليفي هودجكين وورم ليفي ليس هودجكين عوضا عن ال 70 مجموعة كانت موجوده سابقاً.
الورم اللمفاوي الاهودجكيني تم وضعة من قبل توماس هوجكين 1832 توماس هودجكن وكان أول من وصف الورم اللمفاوي. لان الورم اللمفاوي الهدجكيني يكون حساس إلى الأشعة بشكل كبير حتى ان الأبحاث اعتمدت علية. أول تصنيف للورم المفاوي الهدجكيني مان في عام 1963. هناك بعض التصنيفات الأخرى كتصنيف رابابورت Rappaport والذي تم نشره عام 1982 وطريقة التصنيف كانت مستوحاه من Working Formulation والذي وضع مصطلح لمفومة لاهودجكينية وصنف اللمفومة إلى ثلاث درجات.
حالياً، لمفومة لاهودجكينة تحتوى على 16 حالة مختلفة. وتم وضعهم في مجموعات وفقاً إلى الضراوة. شديد الضرارة يكون مميتاً بينما الأقل ضراوة قد يعيش فترة أطول.

### المصطلح الجديد
مع ذلك، Working Formulation واللمفومة الاهودجكينة تستخدم في حالات عديدة. حالياً، الإحصائيات للمفومة تكون مجموعة من ورم ليفي هودجكين وورم ليفي ليس هودجكين عبر وكالات خاصة بمرض السرطان كالجمعية الكندية للسرطان أو المعهد الوطني للسرطان في الولايات المتحدة.

## أصناف اللمفوما اللاهودجكينية
- لمفوما طليعة الخلايا البائية الأرومية اللمفاوية
- لمفوما طليعة الخلايا التائية الأرومية اللمفاوية
- لمفوما بوركيت
- اللمفوما الجرابية
- لمفوما الخلايا البائية الكبيرة المنتشرة
- الابيضاض اللمفاوي المزمن
- لمفوما صغيرة اللمفاويات
- لمفوما الخلية الردائية
- لمفوما المنطقة الهامشية